# Escola de Yale
Escola de Yale és el nom col·loquial d'un grup influent de crítics literaris, teòrics i filòsofs de la literatura que en els seus treballs mostren una influència manifesta de Jacques Derrida i la desconstrucció. Molts d'aquests teòrics formaven part de la Universitat Yale cap a finals de la dècada del 1970, tot i que algun d'ells, com el mateix Derrida, es varen traslladar a la Universitat de Califòrnia a Irvine o començaren a donar-hi classes.

## Relació amb la desconstrucció
Com a tendència de pensament, l'Escola de Yale es troba especialment propera de les dimensions postestructuralistes de la desconstrucció en tant que oposada als seus aspectes fenomenològiques. Més concretament, l'escola de Yale s'aproximà a la versió de la desconstrucció que John D. Caputo descriu com un "joc lliure nietzscheà de significants" i no tant a la versió de la desconstrucció de la dècàda del 1990 que estava més pròxima a qüestions polítiques i ètiques.

## Origen
Durant el període entre finals de la dècada del 1960 i la del 1980 la Universitat Yale esdevingué el punt de trobada d'una gran varietat de pensadors amb idees properes a la desconstrucció. Aquest grup inclou reputats investigadors com Paul de Man, Geoffrey Hartman, J. Hillis Miller i Harold Bloom. Aquest grup original es comença a conèixer sota el nom d'Escola de Yale i la seva influència es notà especialment en l'àmbit de la crítica literària arran de la tasca sobre la literatura d'aquests autors. Juntament amb Derrida, aquests autors, contribuïren en una influent de textos anomenada Deconstruction and Criticism. La posició de Harold Bloom, però, sempre fou una mica diferent de la resta d'aquest grup, i finalment se'n distancià.

## Deconstruction and Criticism(1979)
En la seva introducció al llibre, Hartman distingeix entre les posicions de Derrida, Miller i de Man per un costat i la seva pròpia i la de Bloom per l'altra. Anomena els primers "boes deconstructors" que porten la desconstrucció a les seves darreres conclusions i que són més rigorosos filosòficament en els seus escrits. Hartman i Bloom, en canvi, són "tot just deconstruccionistes" que fins i tot escriuen en contra dels pressuposts del pensament deconstruccionista de tant en tant. Hartman declara que el seu estil a l'hora d'escriure depèn molt més en el rol tradicional del pathos com el motor fonamental del llenguatge literari, en contra de la idea de Derrida que la mateixa noció de pathos és en realitat un subproducte del joc retòric endèmic al llenguatge.